# Deviazione del setto nasale
La deviazione del setto nasale è condizione caratterizzata dal disallineamento del setto nasale rispetto alla linea mediana. Poiché un certo grado di deviazione si inquadra nel normale contesto fisiologico, tale condizione deve essere considerata un'entità patologica soltanto se determina disturbi respiratori conseguenti alla riduzione del volume delle cavità nasali.

## Eziologia
La deviazione del setto nasale può essere di natura traumatica o congenita. In particolare, la deviazione del setto nasale è spesso associata alla sindrome di Marfan (11% dei nati).

## Anatomia patologica
Nei casi congeniti, l'incurvamento della cartilagine del setto è conseguenza del disarmonico sviluppo delle strutture rigide che compongono la porzione ossea del setto nasale (vomere, lamina perpendicolare dell'osso etmoide, processo palatino e processo mascellare). La deviazione del setto è sovente associata ad ipertrofia dei turbinati e della bulla etmoidale contrapposti alla convessità del setto.
L'ostruzione fisica provocata dal setto deviato può provocare vizi di flusso con corrente area più intensa in alcune zone delle cavità nasali; in queste sedi l'eccessiva evaporazione può esitare nella formazione di croste e lesioni della mucosa nasale. Nei turbinati, piccole suture ossee ricoperte di mucosa che si dipartono come mensole dal setto, l'aria si miscela con un gas prodotto dai seni paranasali, il monossido di azoto o ossido nitrico (NO), potente vasodilatatore, responsabile del miglior assorbimento dell'ossigeno dell'aria nei polmoni.
Gli individui ipossigenati con uno sviluppo facciale insufficiente spesso soffrono di affaticamento o fibromialgia, roncopatie, apnee notturne, sinusiti, frequenti infezioni nasali, patologie cardiocircolatorie. 
Spesso, una mascella superiore ristretta e sottosviluppata (micrognazia) si accompagna ad una mandibola o mascella inferiore che non si sviluppa in avanti, rimanendo incastrata indietro. La lingua non si posiziona propriamente tra le arcate dentali, può accadere che si accomodi in basso e indietro (glossoptosi), spingendo in avanti il pavimento della bocca a formare qualcosa di simile a un doppio mento.
Quando le persone non respirano correttamente col naso, tendono a sviluppare occhiaie o borse sotto gli occhi, a causa di un ristagno di sangue venoso in queste zone per disturbi della circolazione.  
I bambini che respirano con la bocca mostreranno spesso labbra screpolate; di profilo, inoltre, tendono ad avere il mento “sfuggente” e la faccia lunga. Tipicamente soffrono di sinusite cronica, raffreddori, problemi respiratori o polmonari. La respirazione con la bocca prolungata nel tempo non è priva di un adattamento e di conseguenze posturali.

## Sintomi correlati
Il paziente lamenta ostruzione al flusso che può essere monolaterale o bilaterale. L'entità di tale ostruzione è in rapporto con il variare del turgore della mucosa che riveste i turbinati. Sinusiti ricorrenti testimoniano l'ostruzione fisica alla clearance sinusale operata dagli speroni ossei o dalla mucosa ipertrofica. La respirazione orale imposta può provocare secchezza delle strutture faringee e laringee, con aumento del rischio per eventi flogistici che possono cronicizzarsi. In seguito alle alterate pressioni che si creano nel cavo rinofaringeo durante gli atti deglutitori è possibile lo sviluppo di otite media siero-mucosa recidivante o cronica.

## Diagnosi
La rinoscopia permette l'individuazione della deviazione e della sua entità. È inoltre possibile indagare la sublussazione della cartilagine del setto la cui porzione antero-inferiore può sporgere nel vestibolo nasale. La presenza di ipertrofia, speroni e creste ossee sono reperti che corroborano l'ipotesi di deviazione del setto. Uno studio TC permette di indagare la sede e l'entità della deviazione e di programmare un possibile intervento chirurgico. La rinomanometria può invece dare utili informazioni per quanto riguarda il profilo funzionale.

## Terapia
La settoplastica (plastica del setto nasale) rappresenta la metodica chirurgica di elezione. In alcuni casi è possibile associarla ad interventi di rinoplastica al fine di correggere deformità maggiori o per risolvere una deformità estetica. L'intervento di settoplastica viene svolto in anestesia generale con esposizione e modellamento della porzione portante osteo-cartilaginea dopo lo scollamento pericondrale e periostale. In linea generale l'intervento non si applica a soggetti di età inferiore a 15-16 anni, in relazione con il raggiungimento dello sviluppo definitivo delle strutture nasali. Il tamponamento nasale post-operatorio deve durare per circa 48-72 ore, al fine di mantenere in asse in setto e di prevenire e/o drenare eventuali sanguinamenti. In caso di presenza di ipertrofia reattiva dei turbinati (soprattutto gli inferiori) si può rendere necessario associare alla settoplastica un intervento di turbinotomia al fine di poter garantire un adeguato flusso aereo. Una complicanza rara dell'intervento di settoplastica è la perforazione del setto nasale per lacerazione bilaterale del pericondrio e del periostio.